# Гойчук Анатолій Федорович
Анатолій Федорович Гойчук (6 січня 1954, село Словечне Овруцького району Житомирської області) —академік Лісівничої академії наук України, завідувач кафедри біології лісу та мисливствознавства  Національного університету біоресурсів і природокористування України, доктор сільськогосподарських наук, професор.

## Біографія
Гойчук Анатолій Федорович, народився 6 січня 1954 в с. Словечне Овруцького району Житомирської області. Після закінчення з золотою медаллю Словечанської середньої школи з 1971 року навчався на лісогосподарському факультеті Української сільськогосподарської академії (нині — НУБіП України), яку закінчив у 1976 р. з відзнакою за спеціальністю «Лісове господарство» (кваліфікація — «інженер лісового господарства»).
В 1976—1978 рр. працював  стажистом-дослідником на кафедрі фітопатології, в 1978—1993 рр. — асистентом кафедри фітопатології і кафедри лісових культур та лісової фітопатології. У 1985 р. під керівництвом відомого вченого-мікробіолога, фітопатолога, доктора біологічних наук, професора Р. І. Гвоздяка (1930) захистив кандидатську дисертацію на здобуття наукового ступеня кандидата біологічних наук.
Із 1993 по 1998 рр. — доцент кафедри лісових культур та лісової фітопатології, заступник декана лісогосподарського факультету. У 1998 р. під керівництвом відомого вченого-лісівника, академіка Лісівничої академії наук України, доктора біологічних наук, професора М. І. Гордієнка (1924—2009) захистив докторську дисертацію та здобув ступінь доктора сільськогосподарських наук. З 1999  по 2007 рр. — професор кафедри захисту лісу.
У 2000 р. обраний дійсним членом Лісівничої академії наук України. Вчене звання професора присвоєне у 2001 р. У 2006 році обраний за конкурсом  завідувачем кафедри захисту лісу НУБіП України.
У період 2001—2007 рр. працював заступником начальника Департаменту кадрової політики, аграрної освіти та науки та директором Департаменту аграрної освіти, науки та дорадництва Міністерства аграрної політики України. Підвищував свою кваліфікацію в інституті підвищення кваліфікації керівних кадрів Національної академії державного управління при Президенті України (2004). У 2006 році йому присвоєно четвертий ранг державного службовця.
З 2008 року і до тепер — завідувач кафедри біології лісу і мисливствознавства НУБіП України.

## Наукові інтереси та праці
Професор Гойчук А. Ф. є знаним фахівцем з питань мікології, мікробіології, фітопатології, захисту і охорони рослин, лісознавства і лісівництва, що приділяє особливу увагу новій і малодослідженій проблемі бактеріальних хвороб лісових біоценозів. Він є одним з фундаторів нового напрямку — екологічного лісознавства і плідно працює над екологічними проблемами довкілля, вивчає взаємодію автотрофних і гетеротрофних організмів у формуванні стійких біоценозів. Особливу увагу вчений приділяє проблемі охорони і захисту природних екосистем, базуючи свої дослідження на збереженні формового біорізноманіття і його системної єдності. З 1999 р. здійснює підготовку аспірантів, формуючи свою наукову школу.
Він є автором і співавтором  понад 170 наукових і науково-методичних праць, у тому числі 11 монографій, 9 підручників та навчальних посібників, 18 патентів. Його наукові праці добре відомі науковцям і практикам лісової галузі. Серед них: Дуб черешчатый в Украине. К: Наук. думка, 1993. — 222 с. (співавт.)
Ясени в Україні. К.: Сільгоспосвіта, 1996. — 390 с. (співавт.)
Штучні ліси в дібровах. — Житомир: Полісся, 1999. — 592 с. (співавт.)
Культури сосни звичайної в Україні. — К.: ННЦ ІАЕ, 2002. — 872 с.
Патологія дібров. 2-ге вид., перероб. і доп. — К.: ННЦ ІАЕ, 2004. — 470 с. (співавт.)
Екологія з основами екобезпеки: навчальний посібник. — Житомир: вид-во ЖДУ ім. І. Франка, 2008. — 262 с. (співавт.)
Бактеріальні хвороби сосни звичайної (Pinus sylvestris L.) та мікрофлора її насіння. — Житомир: Полісся, 2011. — 224 с. (співавт.)
Довідник — визначник базидіом дереворуйнівних грибів. — Житомир: Полісся, 2011.- 48 с. (співавт.)
Бактеріози лісових деревних порід: навчальний посібник. — Житомир: Полісся, 2012. –172 с. (співавт.)
Методи лісопатологічних обстежень: навчальний посібник. — Житомир: Полісся, 2012.- 128 с. (співавт.)
Технологія інтегрованого захисту лісу: підручник. — Житомир: Полісся, 2014.- 282 с. (співавт.)
Лісова фітопатобактеріологія: навчальний посібник. — К. : ВД «Вініченко», 2014. — 252 с. (співавт.)

## Науково- громадська робота
Протягом 2000—2004 рр. працював заступником голови експертної ради ВАК. У 2006—2007 рр. — член відділення наукового забезпечення трансферу інновацій УААН. Він є членом двох спеціалізованих вчених рад з лісівничих наук (Д 26.004.09) та захисту рослин (Д 26.004.02) у Національному університеті біоресурсів і природокористування України, членом вченої ради ННІ лісового та садово-паркового господарства НУБіП України. Член редколегії «Наукових праць Лісівничої академії наук України» та електронного журналу «Лісове і садово-паркове господарство» НУБіП України. Науковий консультант реферативного журналу «Агропромисловий комплекс України».

## Відзнаки та нагороди
За внесок у розвиток аграрної освіти і науки та впровадження наукових розробок у виробництво його нагороджено Почесною грамотою Кабінету Міністрів України (2004 р.), іменним годинником голови Держкомлісгоспу України (2004 р.), відзнаками «Відмінник аграрної освіти і науки» І та ІІ ступенів (2008 р., 2010 р.), відзнакою Держкомлісгоспу України «Відмінник лісового господарства України» (2011 р.). 